# Siria (regione storica)
La Siria (in arabo ٱلـشَّـام‎?, al-Shām, geroglifici luviani: Sura/i; in greco antico: Συρία?; nella moderna letteratura definita "Grande Siria", "Siria-Palestina", o Levante) è una regione storica del Vicino Oriente, posta sulla costa del Mediterraneo orientale, a sud dell'Anatolia. L'area di riferimento corrisponde grosso modo alla località biblica indicata come Aram.
I più antichi resti di una cultura siriana risalgono al III millennio a.C., ad esempio a Tell Mardikh (Ebla) e, più a nord, a Tell Khuera.
Quando, a partire dall'VIII secolo a.C., gli Assiri conquistarono i paesi posti fra il Tigri e il Mediterraneo, il nome Assyria (derivato da Aššurayu, 'assiro' in lingua assira, dal nome dell'antica città di Assur e del dio eponimo Assur) si estese anche a queste terre, per poi trasformarsi.
Nel corso della storia la regione è stata controllata da numerosi popoli, compresi Egizi, Cananei, Assiri, Babilonesi, Achemenidi, Greci, Romani, Bizantini, Omayyadi, Abbasidi, Fatimidi, Crociati, Ayyubidi, Mamelucchi, Ottomani, britannici e francesi.

## Geografia

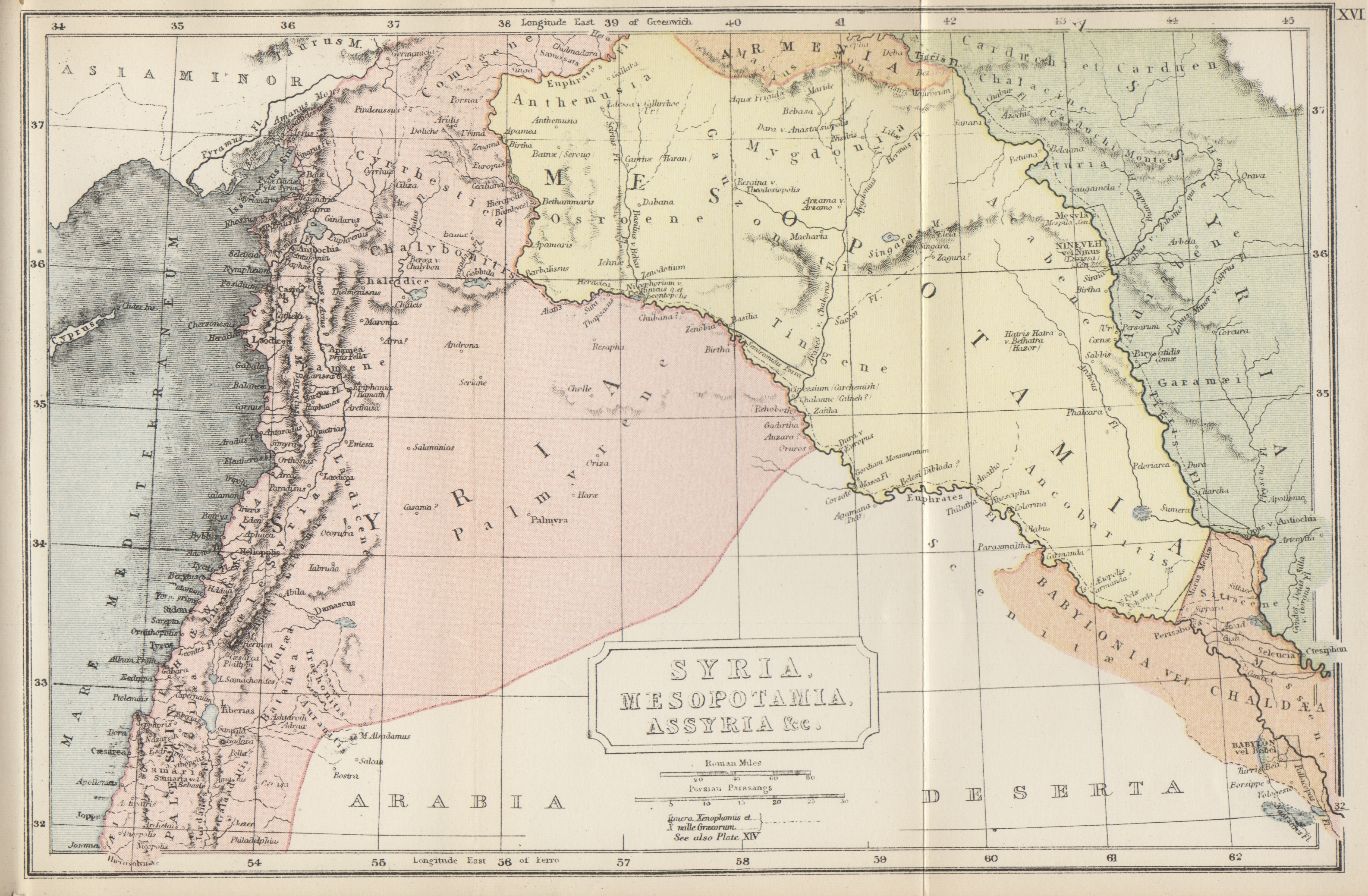
Mappa della regione storica di Siria che va dai monti Tauro alla penisola del Sinai al fiume Eufrate, ma non includente l'alta Mesopotamia superiore

In senso storico più comune, per Siria ci si riferisce all'intero nord Levante, compresa Alessandretta e l'antica città di Antiochia, o in senso esteso al Levante fino a sud dell'Egitto romano, ma non comprendendo la Mesopotamia. L'area della Grande Siria (in arabo سُـوِرِيَّـة الْـكُـبْـرَى‎?, Sūriyya al-Kubrá; anche "Siria naturale" (in arabo سُـوْرِيَّـة الـطَّـبِـيْـعِـيَّـة‎?, Sūriyya al-Ṭabīʿiyyah) o "Paese del Nord" in arabo بِـلَاد الـشَّـام‎?, Bilād al-Shām)). Si estende approssimativamente sul territorio del medievale Califfato arabo del Bilād al-Shām, che comprendeva il Mediterraneo orientale o Levante, e la Mesopotamia occidentale. La conquista araba del Levante, nel VII secolo, ha dato origine a questa provincia, che comprendeva gran parte della regione della Siria, e si è ampiamente sovrapposta a questa. Altre fonti indicano che il termine Grande Siria fu coniato durante il dominio dell'Impero ottomano, dopo il 1516, per designare l'area approssimativa inclusa nell'attuale Libano, Siria, Giordania e Palestina.
L'incertezza nella definizione dell'estensione della "Siria" è aggravata dalla confusione etimologica dei nomi dal suono simile, Siria e Assiria. La questione dell'ultima identità etimologica dei due nomi rimane aperta ancora oggi, ma a prescindere dall'etimologia, i due nomi sono stati spesso considerati come intercambiabili o sinonimi dal tempo di Erodoto. Nel periodo dell'Impero romano Siria e Assiria erano già considerate due entità diverse, Siria romana e Assiria romana.
Killebrew e Steiner, descrivevano il Levante come la regione siriana, dandogli i seguenti confini: il Mar Mediterraneo ad ovest, il deserto arabo e la Mesopotamia ad est e il Tauro e l'Anatolia a nord.
Per Plinio il Vecchio e Pomponio Mela, la Siria copriva l'intera Mezzaluna fertile. Nella tarda antichità, per "Siria" si indicava una regione posta nell'est del Mar Mediterraneo, ad ovest dell'Eufrate, a nord del deserto arabico e a sud del monte Tauro, comprendente gli stati attuali di Siria, Libano, Giordania, Israele, Palestina, parte del sud della Turchia, intesa come provincia di Hatay e la metà occidentale della regione dell'Anatolia Sud Orientale. Quest'ultima definizione è equivalente alla regione nota, in lingua araba antica come ash-Shām (in arabo اَلـشَّـام‎? /ʔaʃ-ʃaːm/, che significa [paese] del nord (dalla radice šʔm in arabo شَـأم‎? "sinistra, nord")). Dopo la conquista islamica della Siria bizantina, nel VII secolo, il nome Siria decadde dall'uso comune, soppiantato dall'equivalente arabo Shām, ma sopravvisse nel suo senso originale nell'uso bizantino e dell'Europa occidentale e nella letteratura siriaca cristiana. Nel XIX secolo il nome Siria fu riportato alla luce, nella sua moderna forma araba per indicare l'intera Bilād al-Shām, sia come Sūriya che nella forma moderna Sūriyya, che alla fine sostituì il nome arabo di Bilād al-Shām. Dopo la prima guerra mondiale, il nome Siria venne dato al Mandato francese della Siria e del Libano, e al contemporaneo, ma effimero, Regno Arabo di Siria.

### Nazionalismo pan-siriano
I confini della regione sono cambiati, nel corso della storia, e definiti, per l'ultima volta, in epoca moderna dalla proclamazione del regno arabo di Siria, di breve durata, e dalla successiva definizione del trattato franco-britannico. L'area fu passata al mandato di francesi e britannici dopo la prima guerra mondiale e divisa in Grande Libano, vari stati mandatari siriani, mandato britannico della Palestina e Emirato di Transgiordania. Gli stati del mandato siriano furono gradualmente unificati come Stato di Siria e infine diventarono l'indipendente Siria nel 1946. Durante questo periodo, i nazionalisti siriani sostenevano la creazione di una Grande Siria. Antun Saade e il suo Partito Nazionalista Sociale Siriano immaginarono una "Grande Siria" o "Siria naturale" comprendente la penisola del Sinai, Cipro, la moderna Siria, il Libano, la Palestina, la Giordania, l'Iraq, il Kuwait, la regione Ahvaz dell'Iran e la regione di Cilicia della Turchia.

## Etimologia

### Siria
La più antica attestazione del nome "Siria" risale all'VIII secolo a.C. in un'iscrizione bilingue in geroglifici luviani e fenici. In questa iscrizione la parola luvia Sura/i fu tradotta nel fenicio ʔšr "Assiria". Per Erodoto, nel V secolo a.C., la Siria andava da nord del fiume Halys (attuale Kızılırmak) e confinava a sud con Arabia ed Egitto.
Il nome Siria deriva dall'antico greco per indicare i Siriani, in greco Σύριοι? traslitterato in antico greco comeSȳrioi, che i greci applicavano, senza distinzioni, a diversi popoli del Vicino Oriente sotto il dominio dell'Assiria. Gli studiosi moderni confermano che il termine deriva dall'affine greco in greco Ἀσσυρία?, traslitterato Assiria in greco antico, a sua volta derivato dall'accadico traslitterato in Aššur.
La pronuncia in arabo classico di Siria è Sūriya (nella lingua araba moderna Sūrya). Il nome non era usato dai musulmani prima del 1870, ma dai cristiani da lungo tempo. Secondo la Chiesa ortodossa siriaca, "Sirian" significava "cristiano" all'origine del cristianesimo. Dopo l'indipendenza della Siria, nel 1936, il termine "siriano" designò i cittadini dello Stato, a prescindere dalla loro etnia. L'aggettivo "siriaco" (suryāni in arabo سرياني‎?) divenne di uso comune come etnonimo per evitare ambiguità con "siriano".
Oggi, il termine arabo Sūriya si riferisce all'attuale stato della Siria, in opposizione alla regione storica di Siria, ma questa distinzione non fu chiara fino alla metà del XX secolo.

### Sham
Baalshamin o Ba'al Šamem in lingua aramaica ܒܥܠ ܫܡܝܢ (Dio dei cieli), era un dio dei cieli semitico in Cananea/Fenicia e nell'antica città di Palmira. Quindi, Sham significa (paradiso o cielo). Inoltre, in lingua ebraica, sham (שָׁמַ) deriva dall'accadico šamû che significa "cielo". Per esempio, il termine ebraico per indicare il sole shemesh, era "shem/sham" da shamayim (in accadico šamû) che significa "cielo" e esh (in accadico išātu) che significa "fuoco", cioè "fuoco del cielo".
Altre fonti indicano che il termine etimologicamente significa "terra della mano sinistra", riferendosi al fatto che per qualcuno nell'Hejaz rivolto verso est, il nord è a sinistra (quindi il nome di Yemen (اَلْـيَـمَـن‎, al-Yaman) corrispondente significa "lato destro"). Sham deriva dalla radice semitica Šin–hamza–mim ش ء م‎ (riferendosi alla sfortuna, che è tradizionalmente associata alla sinistra), come si vede nelle grafie alternative arabe come شأم‎ e شآم‎. La regione di Sham è a volte definita come l'area che è stata dominata da Damasco, a lungo un importante centro regionale. — Difatti, il termine Latn‎ in arabo الـشَّـام‎?, può riferirsi alla città di Damasco.
Non esiste alcun collegamento con il nome di Shem figlio di Noè (il cui nome in arabo è Latn‎ سَـام‎ con una consonante iniziale diversa e senza alcuna consonante interna occlusiva glottidale sorda).

## Storia

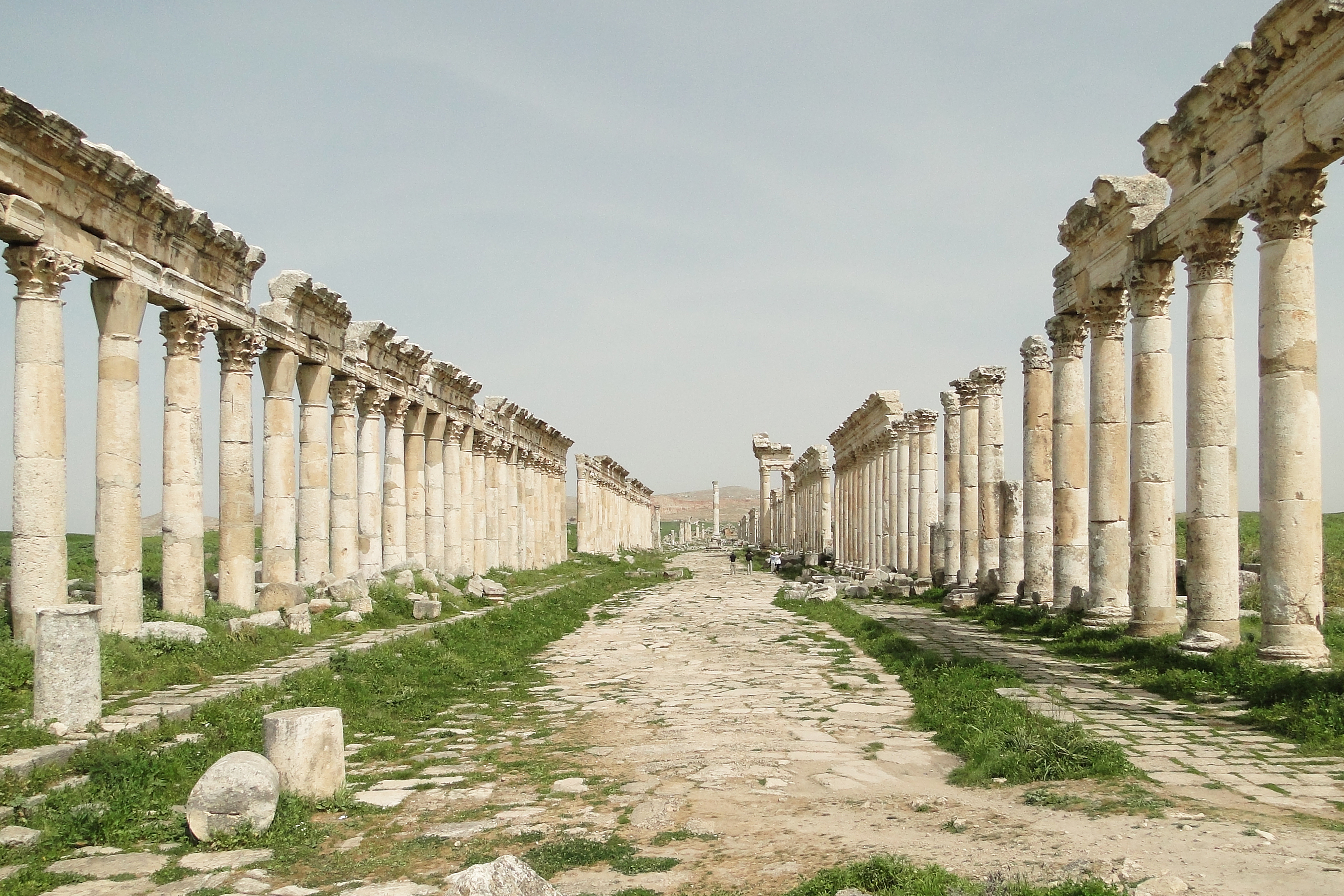
L'antica Apamea fu un importante centro commerciale e una prospera città in epoca ellenistica e romana

### Antica Siria
Erodoto usa in greco antico: Συρία? per riferirsi al tratto di terra che va dal fiume Halys, compresa la Cappadocia (Storie, I.6) nella Turchia di oggi al Monte Casio (Storie, II.158), che Erodoto posiziona appena a sud del lago Serbonis (Storie, III.5). Secondo varie osservazioni di Erodoto in luoghi diversi, egli descrive la Siria includendo l'intero tratto della linea costiera fenicia, nonché città come Cadytis (Gerusalemme) (Storie III.159).

### Siria ellenistica
Nella Grecia classica, Siria e Assiria erano usate quasi intercambiabilmente, ma nell'Impero romano, Siria e Assiria divennero distinti termini geografici. La "Siria", durante l'Impero romano, veniva riferita a "quella parte dell'Impero situata tra l'Asia Minore e l'Egitto", ad esempio il Levante occidentale, mentre "Assiria" era parte dell'Impero persiano, e solo molto brevemente passò sotto il controllo romano (nel 116-118 che fu il picco massimo dell'espansione romana).
Ai monarchi seleucidi era tradizionalmente attribuito il titolo di "re di Siria".

### Siria romana

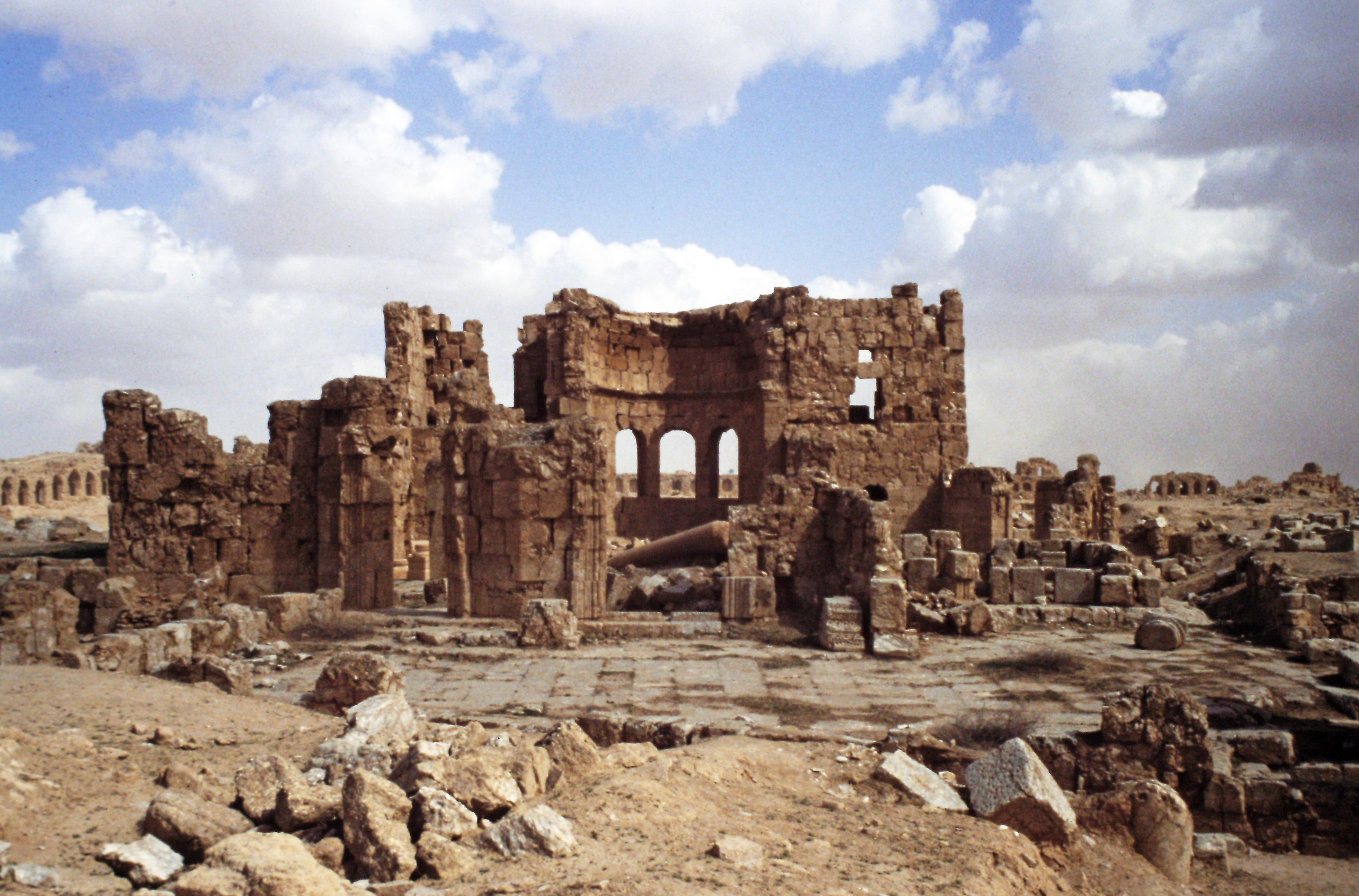
Rovine di Sergiopoli

In epoca romana, il nome Siria era usato per comprendere l'intero Levante settentrionale e aveva un confine incerto a nord-est che Plinio il Vecchio descrive come comprendente, da ovest a est, il Regno di Commagene, Sofene e Adiabene, "precedentemente nota come Assiria".

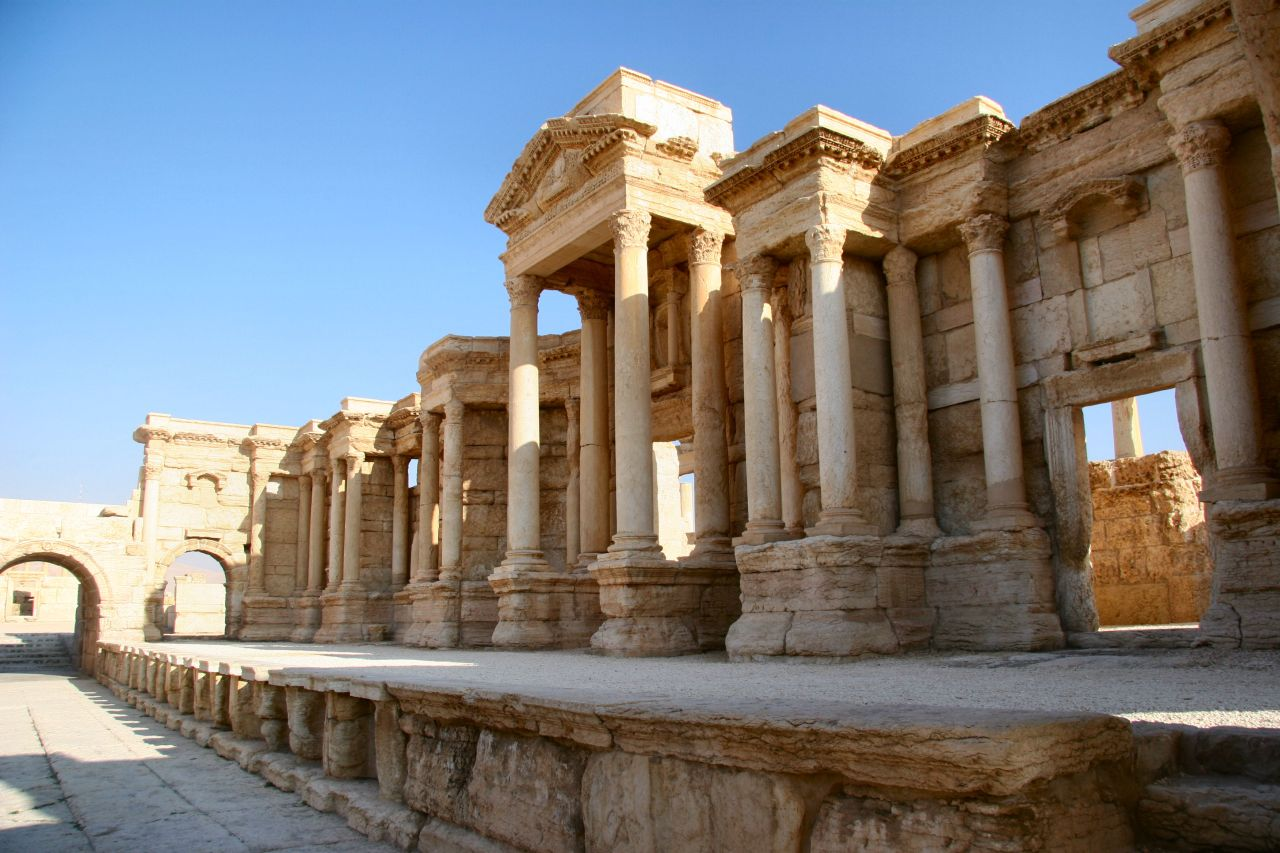
Palmira, una delle città più ricche della Siria antica

Diversi scrittori hanno usato il termine per descrivere l'intera regione del Levante durante questo periodo; il Nuovo Testamento ha usato il nome in questo senso in numerose occasioni.
Nel 64 a.C., la Siria divenne una provincia dell'Impero romano, dopo la conquista da parte di Pompeo. La Siria romana confinava con la Giudea a sud, con i domini greci in Anatolia a nord, con la Fenicia ad ovest, ed era in continua guerra con i parti ad est.
Nel 135, divenne Siria-Palestina incorporando l'intero Levante e l'ovest della Mesopotamia. Nel 193, la provincia venne divisa in (Celesiria) e Fenicia. Tra il 330 e il 350 (probabilmente nel 341), venne creata la provincia di Euphratensis fuori dal territorio della Celesiria e dell'antico regno di Commagene, con Ierapoli capitale.
Dopo il 415 la Celesiria venne sudduìivisa in Siria I, con capitale rimasta ad Antiochia, e Syria II o Salutaris, con capitale Apamea sul fiume Oronte. Nel 528, Giustiniano I creò la piccola provincia costiera di Theodorias fuori dal territorio di entrambe le province.

### Bilād al-Shām
La regione fu annessa al Califfato dei Rāshidūn dopo la vittoria musulmana sull'Impero bizantino nella battaglia dello Yarmuk, e divenne in seguito nota con il suo nome arabo, ash-Shām. Durante il Califfato omayyade, Shām venne divisa in cinque jund o distretti militari. Essi erano il jund di Damasco (in arabo جُـنْـد دِمَـشْـق‎?, distretto militare di Damasco), il jund di Hims (in arabo جُـنْـد حِـمْـص‎?, Jund Ḥimṣ), il jund di Filastin (in arabo جُـنْـد فِـلَـسْـطِـيْـن‎?, Jund Filasṭīn, distretto militare di Palestina) e il jund di al-Urdunn (in arabo جُـنْـد الْأُرْدُنّ‎?, "distretto militare del Giordano"). Successivamente venne creato il jund di Qinnasrin (in arabo جُـنْـد قِـنَّـسْـرِيْـن‎?) scorporandolo dal jund di Ḥimṣ. Damasco fu la capitale del califfato islamico fino all'avvento del Califfato abbaside.

### Siria ottomana
Nei tardi anni del dominio ottomano, venne suddivisa in wilaya o sub-province i cui confini e la scelta delle città come sedi di governo al loro interno variavano nel tempo. I wilaya o sub-province erano quelli di Aleppo, Damasco e Beirut, insieme ai due speciali distretti di Monte Libano e Gerusalemme. Aleppo era costituito dal nord della Siria odierna e parte del sud della Turchia, Damasco copriva il sud della Siria e l'odierna Giordania, Beirut, il Libano e la costa siriana di Latakia a sud della Galilea, mentre Gerusalemme comprendeva le terre della Galilea e l'ovest dei fiumi Giordano e Wadi Araba.
Sebbene la popolazione della regione fosse dominata da musulmani sunniti, c'erano anche considerevoli percentuali di sciiti, alawiti e ismaeliti, siriaci ortodossi, maroniti, greco-ortodossi, cattolici, melkiti, ebrei (mizrahì) e drusi.

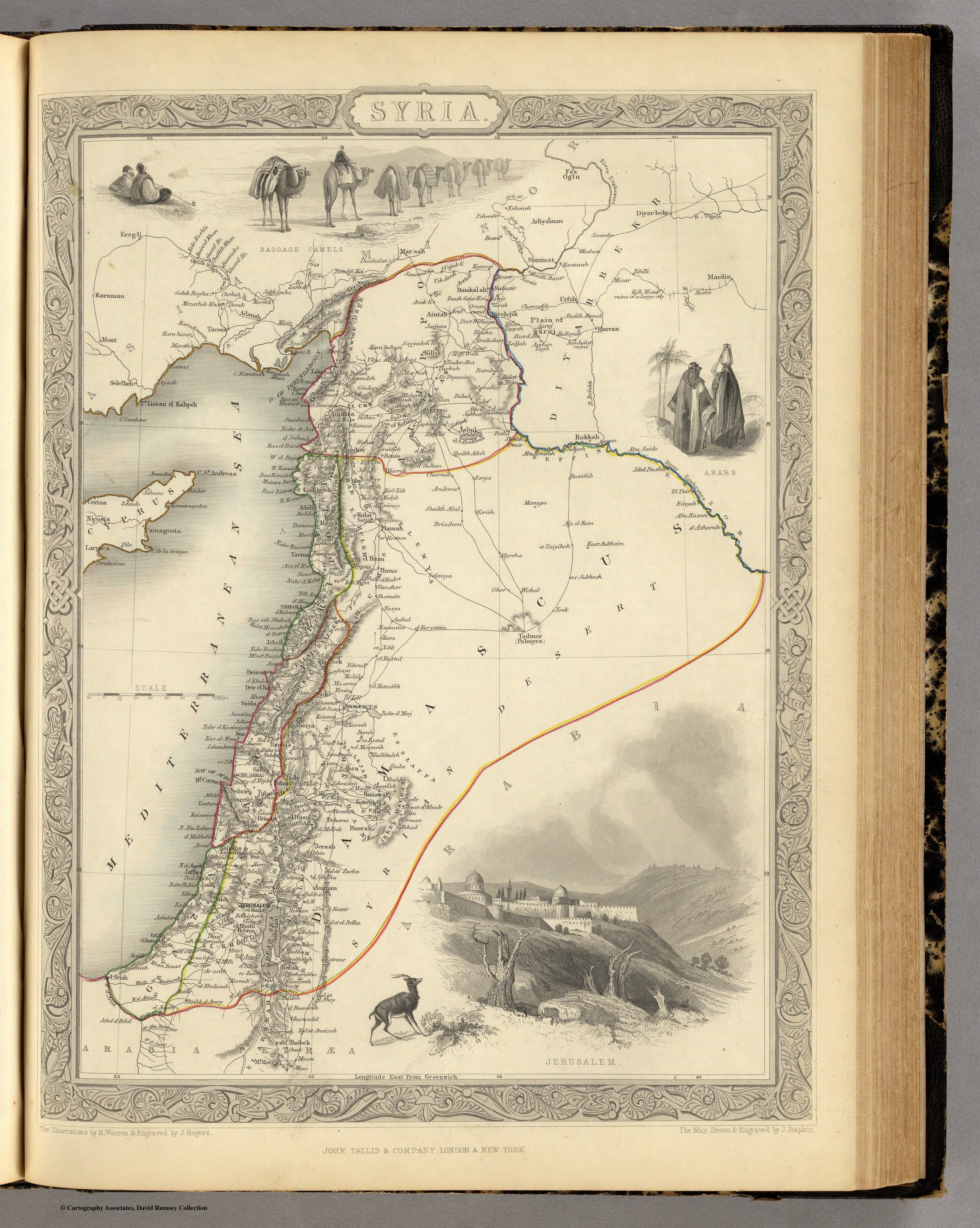
Mappa della Siria ottomana dal 1851
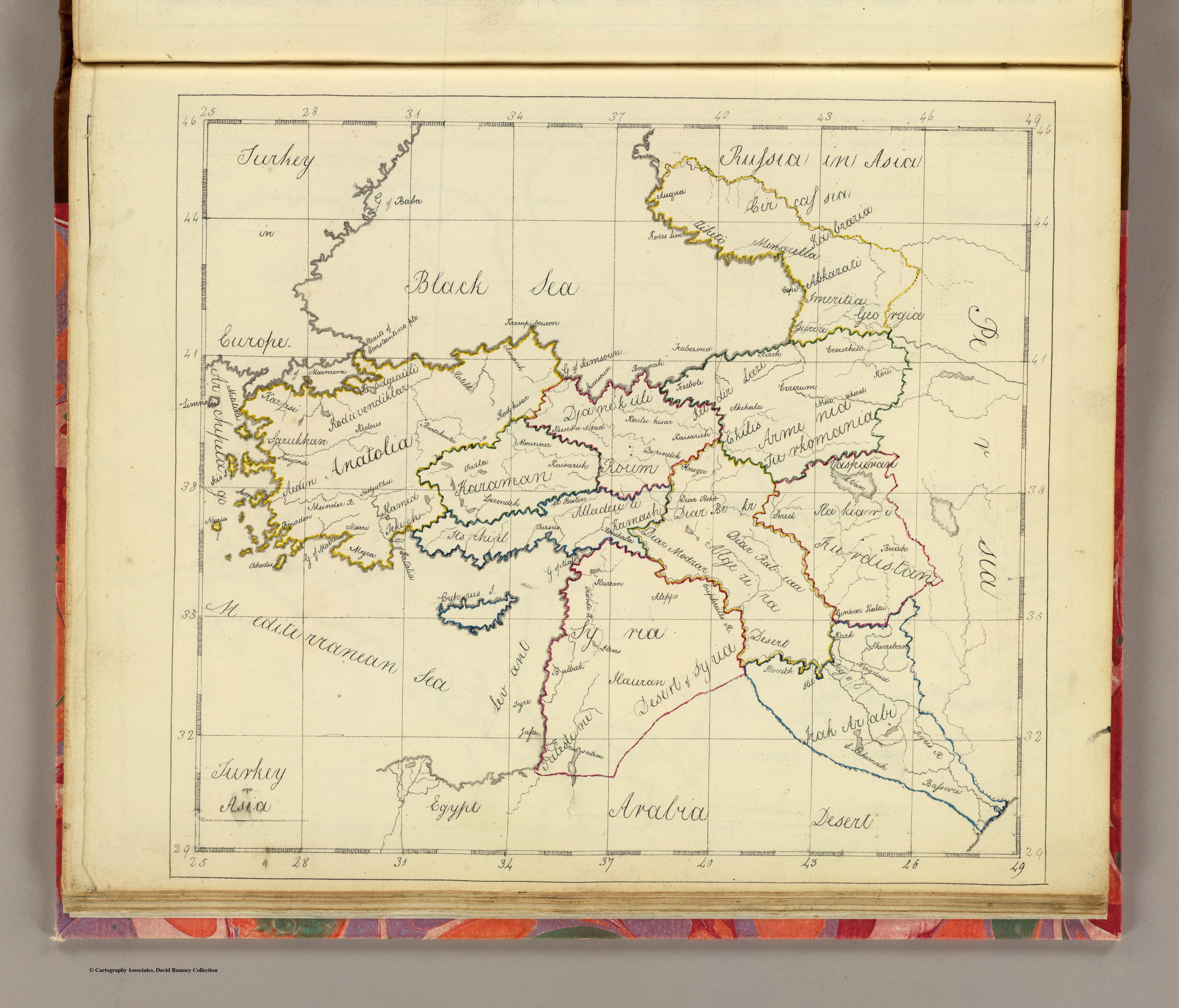
Mappa, del 1810, dell'Impero ottomano in Asia, mostrante la regione della Siria ottomana
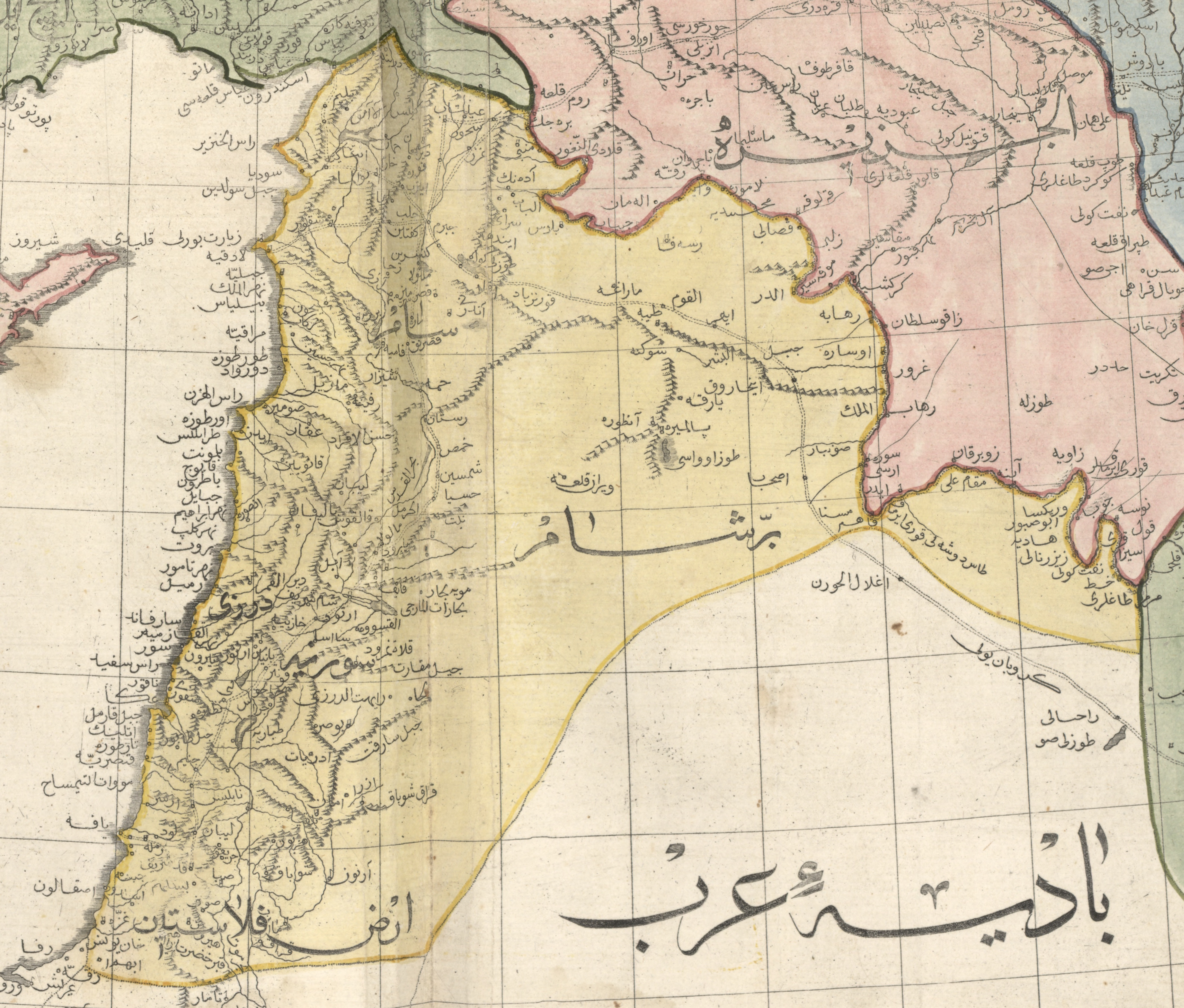
1803 Cedid Atlas, mostrante la Siria ottomana in giallo
Siria ottomana prima della prima guerra mondiale. Attuali confini in grigio.

### Regno arabo di occupazione francese
L'Amministrazione del territorio nemico occupato (ATNO) fu un'amministrazione militare franco-britannica, sulle aree dell'ex Impero ottomano, nel periodo 1917–1920, durante e seguente la prima guerra mondiale. Si concluse ufficialmente dopo l'assegnazione del mandato francese della Siria e del Libano ed il mandato britannico sulla Palestina a seguito della conferenza di Sanremo (19-26 aprile 1920).
Il Regno Arabo di Siria fu il primo Stato arabo contemporaneo a venire alla luce, ma durò poco più di quattro mesi (8 marzo-24 luglio 1920). Durante la sua breve esistenza, il regno fu guidato da Fayṣal b. Ḥusayn figlio dello sceriffo al-Ḥusayn ibn ʿAlī. Nonostante le sue rivendicazioni sul territorio della Grande Siria, il governo di Fayṣal controllava un'area limitata e dipendeva dalla Gran Bretagna che, insieme alla Francia, si opponeva all'idea di una Grande Siria e rifiutava di riconoscere Faisal come suo re. Il regno si arrese alle forze francesi il 24 luglio 1920.
A seguito della conferenza di Sanremo ed all'abbattimento del breve regno di Re Fayṣal sulla Siria, a seguito della battaglia di Maysalun, il generale francese Henri Gouraud, in violazione delle condizioni del Mandato, suddivise il mandato francese della Siria in sei Stati, ovvero: Damasco (1920), Aleppo (1920), Stato Alawita (1920), Gebel Druso (1921), l'autonomo Sangiaccato di Alessandretta (1921) (attuale provincia di Hatay in Turchia), e Grande Libano (1920) divenuto poi l'attuale Libano.

## Significato religioso
La regione ha siti significativi per le religioni abramitiche:
| Città       | Descrizione | Immagine |
| ----------- | --- | -------- |
| Acri        | Acri è sede del Mausoleo di Bahá'u'lláh, il sito più sacro della religione Bahá'í. |          |
| Aleppo      | Ad Aleppo sorge la Grande Moschea, che si crede ospiti le spoglie di Giovanni Battista, figlio di Zaccaria, venerato da tutta la cristianità e dall'Islam. |          |
| Damasco     | Damasco ospita la Grande Moschea, considerata una delle moschee più grandi e meglio conservate dell'era omayyade. Si ritiene che custodisca i resti del figlio di Zaccaria, Giovanni Battista (per i musulmani Yaḥyā), venerato da tutta la Cristianità e dall'Islam, come suo padre, perché considerati profeti. Altri siti importanti comprendono Bab al-Saghir e la Moschea Sayyida Ruqayya. |          |
| Haifa       | Haifa è la sede del Mausoleo del Báb, santo-fondatore della religione Bahá'í. Nelle vicinanze si trova il Monte Carmelo. Associato alla figura biblica di Elia, è importante per la Cristianità, per i Drusi, gli ebrei e i musulmani. |          |
| Hittin      | Hittin è vicino a ciò che si crede sia vicino al santuario del profeta preislamico Shu'ayb (forse Jethro). È sacro per drusi e musulmani. |          |
| Gerusalemme | Avendo siti come la Basilica del Santo Sepolcro, il Muro Occidentale, e la Moschea al-Aqsa, la Città Vecchia di Gerusalemme è sacra per la Cristianità, l'Islam e l'Ebraismo. |          |